# ATP Tour World Championships 1993 - Doppio
Il doppio dell'ATP Tour World Championships 1993 è stato un torneo di tennis facente parte dell'ATP Tour.
Todd Woodbridge e Mark Woodforde era i detentori del titolo, ma hanno perso in finale 7–6(4), 7–6(5), 6–4 contro Jacco Eltingh e Paul Haarhuis.

## Tabellone

### Legenda
| - Q = Qualificato - WC = Wild card - LL = Lucky loser | - ALT = Alternate - SE = Special Exempt - PR = Protected Ranking | - w/o = Walkover - r = Ritirato - d = Squalificato |

### Finali
|  | Semifinali                      | Semifinali                      | Semifinali                      | Semifinali                      | Semifinali                     | Semifinali | Semifinali |  |  | Finale                         | Finale                         | Finale                         | Finale                         | Finale | Finale | Finale |  |
|  |                                 |                                 |                                 |                                 |                                |            |            |  |  |                                |                                |                                |                                |        |        |        |  |
|  | Jacco Eltingh Paul Haarhuis     | Jacco Eltingh Paul Haarhuis     | Jacco Eltingh Paul Haarhuis     | Jacco Eltingh Paul Haarhuis     | 4                              | 7          | 7          |  |  |                                |                                |                                |                                |        |        |        |  |
|  | Grant Connell Patrick Galbraith | Grant Connell Patrick Galbraith | Grant Connell Patrick Galbraith | Grant Connell Patrick Galbraith | 6                              | 6          | 5          |  |  | Jacco Eltingh Paul Haarhuis    | Jacco Eltingh Paul Haarhuis    | Jacco Eltingh Paul Haarhuis    | Jacco Eltingh Paul Haarhuis    | 7      | 7      | 6      |  |
|  | David Adams Andrej Ol'chovskij  | David Adams Andrej Ol'chovskij  | David Adams Andrej Ol'chovskij  | David Adams Andrej Ol'chovskij  | David Adams Andrej Ol'chovskij | 2          | 5          |  |  | Todd Woodbridge Mark Woodforde | Todd Woodbridge Mark Woodforde | Todd Woodbridge Mark Woodforde | Todd Woodbridge Mark Woodforde | 64     | 65     | 4      |  |
|  | Todd Woodbridge Mark Woodforde  | Todd Woodbridge Mark Woodforde  | Todd Woodbridge Mark Woodforde  | Todd Woodbridge Mark Woodforde  | Todd Woodbridge Mark Woodforde | 6          | 7          |  |  |                                |                                |                                |                                |        |        |        |  |

### Gruppo A
|  |                                | Woodbridge Woodforde | Nijssen Suk   | Eltingh Haarhuis | Casal Sánchez | RR V?P | Set V?P | Game VP?L | P0sizione |
|  | Todd Woodbridge Mark Woodforde |                      | 6–7, 6–3, 6–2 | 3–6, 4–6         | 6–3, 6–3      | 2–1    | 4–3     | 37–30     | 2         |
|  | Tom Nijssen Cyril Suk          | 7–6, 3–6, 2–6        |               | 3–6, 7–6, 1–6    | 3–6, 7–6, 6–7 | 1–2    | 2–5     | 28–42     | 4         |
|  | Jacco Eltingh Paul Haarhuis    | 6–3, 6–4             | 6–3, 6–7, 6–1 |                  | 6–2, 6–4      | 3–0    | 6–1     | 42–24     | 1         |
|  | Sergio Casal Emilio Sánchez    | 3–6, 3–6             | 6–3, 6–7, 7–6 | 2–6, 4–6         |               | 0–3    | 2–6     | 39–45     | 3         |

La classifica viene stilata in base ai seguenti criteri: 1) Numero di vittorie; 2) Numero di partite giocate; 3) Scontri diretti (in caso di due giocatori pari merito ); 4) Percentuale di set vinti o di games vinti (in caso di tre giocatori pari merito ); 5) Decisione della commissione.

### Gruppo B
|  |                                 | David Adams Ol'chovskij | Jensen        | Connell Galbraith | Kratzmann Masur | RR V?P | Set V?P | Game VP?L | Posizione |
|  | David Adams Andrej Ol'chovskij  |                         | 6–3, 6–4      | 6–3, 3–6, 6–3     | 7–6, 7–6        | 3–0    | 6–1     | 41–31     | 1         |
|  | Luke Jensen Murphy Jensen       | 3–6, 4–6                |               | 0–6, 0–6          | 6–7, 7–5, 2–6   | 0–3    | 1–6     | 22–42     | 4         |
|  | Grant Connell Patrick Galbraith | 3–6, 6–3, 3–6           | 6–0, 6–0      |                   | 6–4, 6–4        | 2–1    | 5–2     | 36–23     | 2         |
|  | Mark Kratzmann Wally Masur      | 6–7, 6–7                | 7–6, 5–7, 6–2 | 4–6, 4–6          |                 | 1–2    | 2–5     | 38–41     | 3         |

Standings are determined by: 1) Number of wins; 2) Number of matches; 3) In two-players-ties, head-to-head records; 4) In three-players-ties, percentage of sets won, or of games won; 5) Steering Committee decision.